# Eduárd edinburgh-i herceg

| házastárs         = Zsófia edinburgh-i hercegné
| gyermekei         = Louise Windsor
Jakab wessexi gróf
| uralkodóház       = 
| royal anthem      = 
| édesapa           = Fülöp edinburgh-i herceg
| édesanya          = II. Erzsébet brit királynő
| születési dátum   = 1964. március 10. (61 éves)
| születési hely    = Buckingham-palota, London
| halálozási dátum  = 
| halálozási hely   = 
| temetés dátuma    = 
| nyughelye         = 

Eduárd edinburgh-i herceg (Eduárd Antal Richárd Lajos, London, 1964. március 10. –) II. Erzsébet brit királynő és Fülöp edinburgh-i herceg negyedik gyermeke és harmadik fia. Születésekor bátyjai, Károly és András után a harmadik, jelenleg a 14. az Egyesült Királyság trónöröklési rendjében.

## Élete
Eduárd 1964. március 10-én a Buckingham-palotában született, II. Erzsébet brit királynő és Fülöp edinburgh-i herceg negyedik gyermekeként és harmadik fiaként. 1964. május 2-án keresztelték meg a Windsori kastély egyik kápolnájában, keresztszülei voltak: Richárd gloucesteri herceg (unokatestvére), Katalin kenti hercegné, Zsófia görög királyi hercegnő (apai nagynénje), Lajos hessei herceg, és Antal snowdoni gróf. Mint az uralkodó gyermekét, születésétől fogva megillette az "Ő királyi fensége" megszólítás és a "brit királyi herceg" cím.
Idősebb testvéreihez hasonlóan nevelőnőt fogadtak mellé és tanulmányait a Buckingham-palotában kezdte meg. Hétéves korában Eduárdot beíratták a Gibbs School-ba, majd 1972. szeptemberben a Heatherdown Preparatory School-ba, amely Ascot közelében található. Később, apjához és bátyjához hasonlóan a skóciai Gordonstoun iskolában tanult, ahol az utolsó évben évfolyamelső volt. Az érettségi után egy évet külföldön töltött, magántanárként és 1982 szeptemberétől az új-zélandi Wanganui Collegiate School tanáraként.
Miután visszatért az Egyesült Királyságba, beiratkozott a Cambridge-i Egyetemre, Jesus College-ba, ahol történelmet hallgatott. A tény, hogy bekerült az egyetemre, nagy felháborodást váltott ki, mivel érettségi eredményei az átlagosnál jóval alacsonyabbak voltak annál, amit az egyetem más hallgatóitól elvárt. Eduárd 1986-ban szerezte meg főiskolai oklevelét és, a Cambridge-i Egyetem hagyományai alapján, 1991-ben megkapta az egyetemi diplomát. Eduárd a brit monarchia történelmében a negyedik személy, aki egyetemi tanulmányait sikeresen, diploma megszerzésével fejezte be.

## Karrierje
Az egyetem elvégzése után Eduárd herceg belépett a Királyi Tengerészgyalogság kötelékébe és elkezdte a tiszti tanfolyamot, de még 1987. januárban, a tanfolyam elvégzése előtt kilépett. Ezt követően inkább a színészi pálya felé fordult, a színjátszást már a középiskola és az egyetem alatt is kedvelte. Az 1980-as évek vége felé két színtársulatnak is dolgozott, az egyik Andrew Lloyd Webber Really Useful Theatre Company társasága volt, ahol többek között szerepet kapott az 1986-os Az Operaház Fantomja musicalben, a Starlight Express-ben és a Macskákban. 1986-ban rendelte meg a Cricket című musicalt Lloyd Webbertől és Tim Rice-tól, anyja 60. születésnapjára. Színházi karrierje során találkozott Ruthie Henshall-al, akivel két évig járt.
Eduárd első ízben 1987. januárban került kapcsolatba a televízióval, amikor szerepelt az It's a Royal Knockout című műsorban, amelynek lényege az volt, hogy az általa és a királyi család más tagjai által szponzorált csapatok jótékonysági téren versenyeztek. A brit média kritizálta a programot, még állítólag a királynőnek sem tetszett, és tanácsadói is ellenezték.
1993-ban Eduárd megalapította az Ardent Productions-t, kezdetben Edward Windsor (1995), majd később Edward Wessex név alatt. Az Ardent számos dokumentumfilmet és tévédrámát készített a BBC számára, de a brit média azzal vádolta Eduárdot, hogy királyi címét és összeköttetéseit használja fel előnyszerzésre, bár állítólag az Ardent által készített műsoroknak az Egyesült Államokban jobb volt a fogadtatása. A dédnagybátyjáról, VIII. Eduárdról 1996-ban készített dokumentumfilmet az egész világon vetítették. A sikerek ellenére az Ardent Productions fennállásának csak egyetlen évében volt nyereséges és akkor is csak azért, mert Eduárd nem adott magának fizetést. Az Ardent által alkalmazott kétszemélyes forgatócsoport 2001-ben megsértette Vilmos herceg magánéletét, amikor a herceg még a skóciai University of St Andrews egyetem hallgatója volt – a brit média által elfogadott és a királyi család magánéletét védő önszabályozás ellenére. A hírek szerint Károly herceg, Vilmos apja, igen mérges lett Eduárdra az esetet követően. 2002. márciusban Eduárd bejelentette, hogy lemond a társaságnál betöltött posztjáról, hogy ezután nyilvános szerepléseire és a királynő támogatására koncentráljon. Az Ardent Productions-t 2009. júniusban számolták fel, eszközeinek értéke 40 font volt.

## Házassága

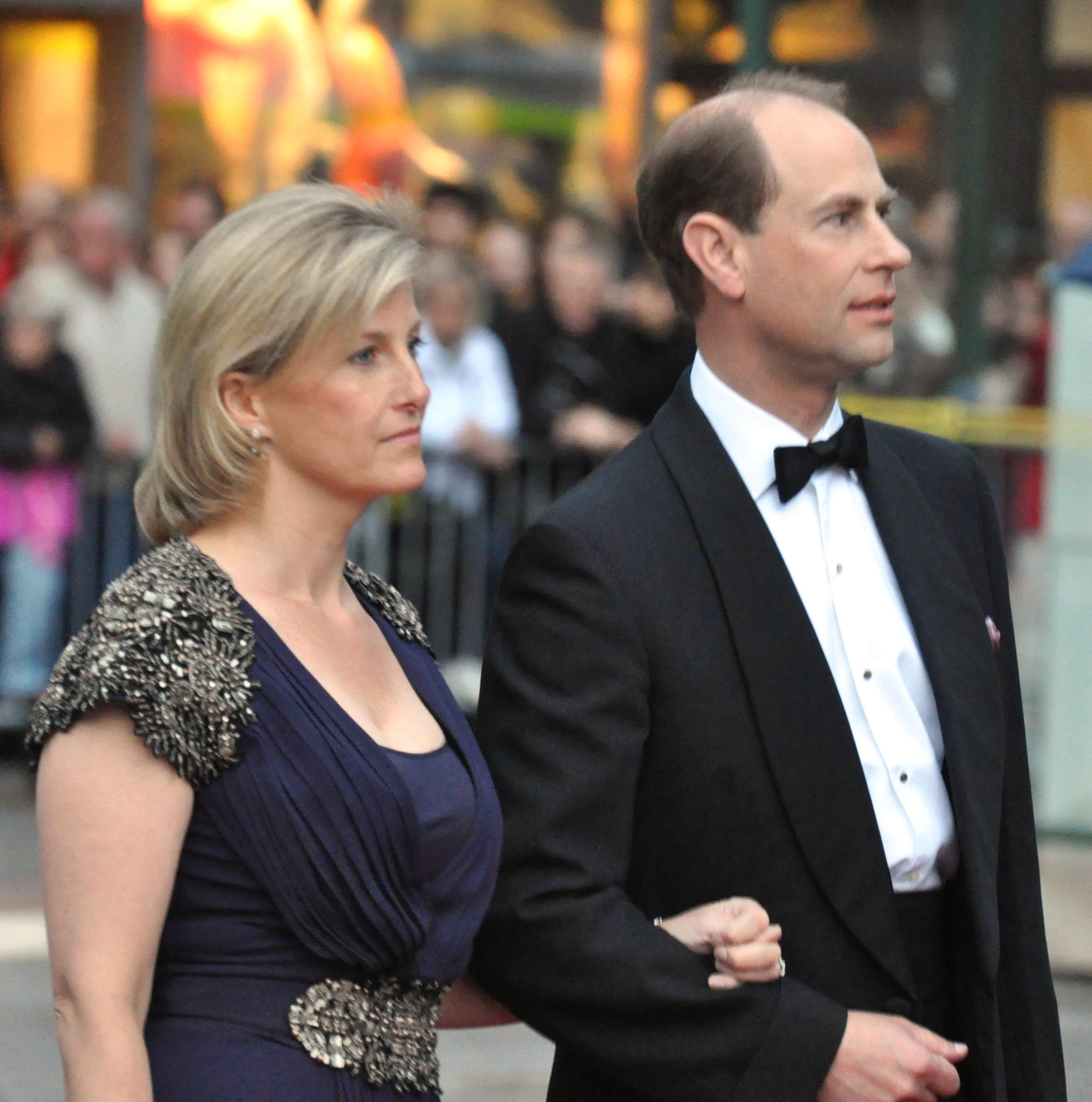
Eduárd és felesége, Zsófia grófné 2010-ben, Viktória svéd királyi hercegnő esküvőjén

1999. januárban jelentették be, hogy Eduárd herceg eljegyezte Sophie Rhys-Jonest, aki akkor egy PR-ügynökség tulajdonosa és vezetője volt. Korábban állandó híresztelések voltak a brit pletykalapokban arról, hogy Eduárd titokban homoszexuális. Eduárd nyilvánosan is cáfolta az állítást a Daily Mirror-nak 1990-ben adott interjúban és felesége is cáfolta azokat a News of the World-nek. A brit sajtót ezek a kijelentések nem győzték meg és "cinikus megjegyzések özönével" válaszoltak.
Az esküvőre 1999. június 19-én került sor a Windsori kastély Szt. György kápolnájában. Az esküvő napján a királynő a wessex grófja és Severn vikomtja címeket adományozta a hercegnek, a királyi család hagyományaitól eltérően. A brit királyi családban általában hercegi címet kaptak az uralkodó fiúgyermekei esküvőjük napján. Az esküvő napján azt is bejelentették, hogy Eduárd meg fogja kapni az Edinburgh hercege címet, amelyet 1947. óta Eduárd apja visel, amikor az visszaszáll a koronára – lényegében Fülöp edinburgh-i herceg halála után, illetve hogy Eduárd és Zsófia gyermekeit megilleti a királyi herceg vagy királyi hercegnő cím és az Ő királyi fensége megszólítás. Az esküvő után Eduárd és Zsófia a Surrey-ben található Bagshot Park-ban telepedtek le, jelenleg két gyermekük van:
- Louise Windsor (2003. november 8. –)
- Jakab wessexi gróf (2007. december 17. –)

## Nyilvános és hivatalos szereplései
Eduárd és felesége rendszeresen szerepelnek a nyilvánosság előtt, időnként a királynő képviseletében. Az egyesült királyságbeli hivatalos feladatok ellátásáért a királynőtől a Civil Listáról minden évben 141 000 fontot kapnak, illetve a különféle nemzetközösségi országoktól is kap valamennyit az ottani feladataiért.
Eduárd apja, Fülöp edinburgh-i herceg számos feladatát átvette, aki idős korára tekintettel igyekszik csökkenteni nyilvános szerepléseit. Eduárd többek között a Nemzetközösségi játékok Szövetségének elnöke (2006-tól védnöke) és 1998-ban ő nyitotta meg a Nemzetközösségi játékokat Malajziában. Az Edinburgh Hercege Kitüntetés Alapítványban is átvette helyét és apja helyett ő vesz részt a díjátadó ünnepségeken.

## Címei, megszólítása, rendfokozatai, kitüntetései

### Címei és megszólítása
- 1964. március 10. – 1999. június 19.: Ő királyi fensége Eduárd brit királyi herceg
  - 1986. október – 1987. január: Ő királyi fensége Eduárd brit királyi herceg, tengerészgyalogos tisztihallgató
- 1999. június 19. – 2023. március 10.: Ő királyi fensége Wessex grófja
- 2023. március 10. – : Ő királyi fensége Edinburgh hercege

Eduárd előtt az utolsó személy, aki a Wessex grófja címet viselte, Harold Godwinson volt, aki 1066. januárban elfoglalta az angol trónt, majd szeptemberben a hastingsi csata során életét vesztette. A The Sunday Telegraph lap szerint esküvője alkalmából Eduárd herceg eredetileg a Cambridge hercege címet kapta volna. Azonban a Szerelmes Shakespeare film megtekintése után Eduárdnak megtetszett a Colin Firth által játszott karakter címe és azt kérte a királynőtől, hogy tegye meg Wessex grófjának.
59. születésnapján bátyjától, III Károly királytól megkapta az edinburgh-i hercegi címet, mely élete végéig megilleti. A címet korábban édesapja, a 2021. április 9-én elhunyt Fülöp herceg viselte.

### Rendfokozata
- 1986. október – 1987. január: Tiszti hallgató, Királyi Tengerészgyalogság

### Kitüntetései

#### Kinevezései
- 1989. március 10. – 2003. június 2.: A Királyi Viktória Rend parancsnoka (CVO)
  - 2003. június 2. – 2011. március 10.: A Királyi Viktória Rend lovagja (KCVO)[29]
  - 2011. március 10. -: A Királyi Viktória Rend nagykeresztes lovagja (GCVO)[30]
- 2006. április 23. -: A Térdszalagrend lovagja (KG)
- 2004. augusztus 1. -: Őfelsége személyes szárnysegédje (AdC(P))
- 2005. május 11. -: A Saskatchewan Érdemrend tiszteletbeli tagja (SOM)[31]

#### Emlékérmei
- 1977. március 10.: II. Erzsébet királynő Ezüstjubileumi Medál
- 1990: Új-Zéland Emlékérem
- 2002. június 2.: II. Erzsébet királynő Aranyjubileumi Medál
- 2005. június 7.: Saskatchewan megalapításának 100. évfordulójára kiadott medál

#### Tiszteletbeli egyetemi diplomái
- 1994. augusztus: A Viktória Egyetem (University of Victoria) tiszteletbeli diplomája
- 2007. október 13.: A Prince Edward-szigeti Egyetem (University of Prince Edward Island) tiszteletbeli diplomája[32]

#### Tiszteletbeli katonai kinevezései
Kanada
- A Hastings és Prince Edward Ezred tiszteletbeli főparancsnoka
- A Prince Edward-szigeti Ezred tiszteletbeli főparancsnoka[33]
- A Saskatchewan Dragonyosok ezred tiszteletbeli főparancsnoka
- A Királyi Kanadai Lovasrendőrség tiszteletbeli helyettes parancsnoka[34]

 Egyesült Királyság
- A Királyi Wessex Önkéntes Lovasság tiszteletbeli királyi ezredese
- A Londoni Ezred tiszteletbeli királyi ezredese[35]
- A The Rifles ezred 2. zászlóaljának királyi ezredese
- A RAF Waddington légitámaszpont tiszteletbeli parancsnoka
- A Royal Fleet Auxiliary főparancsnoka

## Külső hivatkozások
- A brit trónöröklési rend
- Royal.gov.uk – The Earl of Wessex
- Award Winner Receives Royal Treatment (2003)
- Earl of Wessex Visits Saskatchewan Regiment (2003)